# Bell ARH-70 Arapaho
El Bell ARH-70 Arapaho fue un helicóptero de reconocimiento militar ligero, de un motor y cuatro palas en el rotor principal, diseñado por Bell Helicopter para el programa de Helicóptero de Reconocimiento Armado (ARH, siglas en inglés de Armed Reconnaissance Helicopter) del Ejército de los Estados Unidos. Con una tripulación de 2 pilotos y optimizado para el combate urbano, el ARH-70 fue anunciado para reemplazar al avejentado helicóptero de reconocimiento OH-58D Kiowa Warrior del Ejército estadounidense. 
Los retrasos excesivos y aumento del coste del programa forzaron su cancelación el 16 de octubre de 2008, cuando el Departamento de Defensa de los Estados Unidos no certificó el programa en el Congreso. El ARH-70 fue promocionado por el uso de tecnología probada; la célula estaba basada en el helicóptero Bell 407. Alguna noticia de prensa del Ejército y otros informes en medios de comunicación se refirieron de vez en cuando al ARH-70 por el nombre Arapaho (en referencia a la tribu amerindia Arapaho), pero el Ejército nunca lo anunció como nombre oficial.

## Desarrollo

### Antecedentes y competición del Helicóptero de Reconocimiento Armado
El programa del helicóptero RAH-66 Comanche fue cancelado por el Ejército estadounidense el 23 de febrero de 2004. La cancelación fue el resultado de un estudio de seis meses que recomendaba la cancelación del programa antes de que el Comanche alcanzase la producción, después de 20 años y unos costes de desarrollo de 6900 millones de dólares. El estudio estimaba que el Ejército ahorraría 14000 millones de dólares con la cancelación, que luego podrían ser usados para modernizar y reempalzar las avejentadas células de la flota de helicópteros del Ejército. El estudio señaló al OH-58D Kiowa Warrior para su reemplazo basándose en la edad de las células, pérdidas recientes, y la falta de células de reemplazo.
Los dirigentes del Ejército emitieron una solicitud de propuestas (RFP) para el reemplazo de la aeronave el 9 de diciembre de 2004. El concepto del Ejército usaría tecnología comercial probada (COTS), con la meta de una unidad operativa de 30 helicópteros y ocho entrenadores lista en septiembre de 2008. Dos compañías presentaron propuestas:
- Boeing propuso una versión mejorada del MH-6 Little Bird, el MH-6M Mission Enhanced Little Bird (MELB). Debido a que la aeronave ya estaba en servicio con el 160th Special Operations Aviation Regiment, se convirtió en el vaticinado favorito a pesar de las dudas acerca de que MD Helicopters Inc. (MDHI) pudiera aumentar la producción para cumplir con las demandas del contrato. Para aliviar esta preocupación, Boeing compró los derechos del diseño y ejerció de contratista principal.[7]

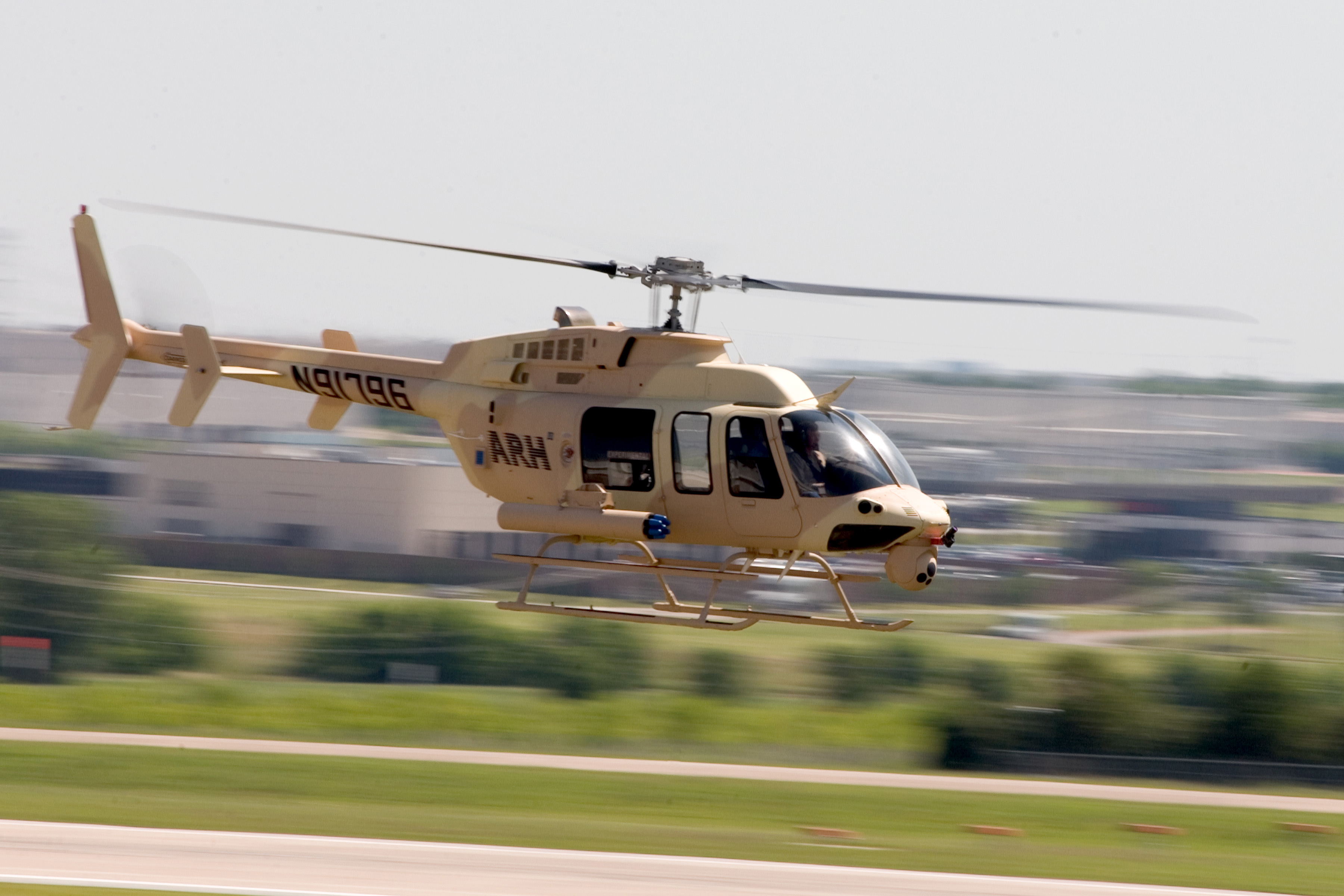
Un Bell 407 usado para los primeros desarrollos del ARH-70.

- Bell Helicopter propuso una modernización del concepto OH-58D en una versión militarizada del Bell 407, usando un más potente motor turboeje Honeywell HTS900,[8] un rotor principal de materiales compuestos basado en el rotor del Bell 430, y el montaje de cola del Bell 427.[9]

El Ejército anunció a Bell como ganador del contrato por 368 helicópteros el 29 de julio de 2005. Hubo alguna confusión ya que las cifras de Bell situaban el valor del contrato en 2200 millones de dólares, mientras que las estimaciones del Ejército eran de más de 3000 millones, comparados con su anterior estimación de 2360 millones de dólares. El contrato citaba el desarrollo de prototipos y la entrega de aeronaves de preproducción al Ejército para las Pruebas Limitadas de Usuario (LUT), con la primera unidad equipada en septiembre de 2008.

### Pruebas de vuelo
El demostrador ARH de Bell, un Bell 407 modificado (s/n 53343/N91796), voló por primera vez el 3 de junio de 2005. En febrero de 2006, el demostrador ARH voló con un Paquete de Equipamiento de Misión (MEP) y aviónica limitados, y en abril, Bell equipó y montó el motor Honeywell HTS900-2 en la célula del demostrador, seguido por una serie de carreteos. El primer vuelo fue retrasado, primero en marzo y luego en mayo, para permitir a Bell configurar los prototipos como aeronaves de preproducción. Bell y el Ejército se pusieron finalmente de acuerdo en que este retraso sería esencial para mantener el comprimido calendario de desarrollo. El primer vuelo del ARH-70 se produjo el 20 de julio de 2006, en las instalaciones XworX de Bell, en Arlington, Texas.
El 21 de febrero de 2007, durante su primer vuelo, el prototipo #4 (s/n 53906/N445HR) sufrió una pérdida de potencia motor, debida a la falta de combustible, y realizó un aterrizaje de autorrotación en un campo de golf cercano. El aparato resultó dañado sin posibilidad de reparación cuando rodó lateralmente durante el aterrizaje; los pilotos de pruebas sobrevivieron y salieron ilesos.

### El coste del programa aumenta y cancelación
Un mes más tarde, el 22 de marzo de 2007, el Ejército emitió un aviso de "Detención de Trabajos", dando a Bell 30 días para presentar un plan que devolviera el programa ARH a lo planeado. Las estimaciones previas de la parte del programa de Demostración de Desarrollo del Sistema habían crecido de 210 millones a más de 300. Textron, la compañía matriz de Bell, notificó a los inversores que podrían perder de 2 a 4 millones por aparato según lo estipulado en el contrato. Bell apeló y recibió permiso para continuar el desarrollo usando fondos de la compañía hasta que el aviso se resolviese. El 18 de mayo de 2007, el Ejército aprobó la continuación del programa ARH.
El grupo de Defensa del Comité de Asignaciones de la Cámara redactó un proyecto de ley para el Presupuesto de Defensa de 2008 sin presupuesto para la producción del ARH-70, citando la incapacidad de Bell de iniciar la producción, paro continuó asignando fondos para investigación y desarrollo. Sin embargo, los dirigentes del gobierno comenzaron a trabajar en una política de exportación para permitir las ventas internacionales del ARH-70. Incluyendo la estimación total del Ejército estadounidense de 512 helicópteros, las órdenes por anticipado llegaban a un total de más de 1000 unidades. El Ejército solicitó la cancelación, por incumplimiento de coste y calendario según la enmienda Nunn-McCurdy, el 9 de julio de 2008, cuando las nuevas estimaciones de costes mostraron un incremento del 40% sobre las estimaciones iniciales. En agosto de 2008, el Ejército solicitó que Bell cesara los acopios para el programa ARH-70, pendiente del resultado de la revisión.
El 16 de octubre de 2008, la Oficina Ejecutiva de Adquisiciones para Aviación, del Ejército, ordenó la finalización completa del contrato ARH para conveniencia del gobierno. La cancelación fue el resultado de no certificar el Departamento de Defensa de los Estados Unidos (DoD) el programa ARH de 6200 millones de dólares en el Congreso. John Young, el Subsecretario de Defensa para Adquisiciones, Tecnología y Logística, citó que la razón era el coste excesivo del programa, que se había incrementado más de un 70%, con un coste estimado por unidad de 14,5 millones de dólares, desde los 8,5 millones iniciales.

## Especificaciones
Referencia datos: Bell ARH-70, Bell 407

### Características generales
- Tripulación: Dos (pilotos)
- Capacidad: Seis pasajeros
- Longitud: 10,57 m
- Diámetro rotor principal: 10,67 m
- Altura: 3,56 m
- Área circular: 89 m²
- Peso vacío: 1178 kg
- Peso cargado: 2268 kg
- Peso útil: 847 kg
- Peso máximo al despegue: 2268 kg
- Planta motriz: 2× Turboeje Honeywell HTS900-2.
  - Potencia: 723 kW (970 shp) cada uno.

### Rendimiento
- Velocidad nunca excedida (Vne): 259 km/h
- Velocidad crucero (Vc): 209 km/h
- Alcance: 300 km
- Techo de vuelo: 6096 m (20000 pies)

### Armamento
- Ametralladoras: 

  - 1× ametralladora rotativa GAU-19 de 12,7 mm
- Cohetes: 

  - Hydra 70 de 70 mm

### Desarrollos relacionados
- OH-58 Kiowa
- Bell 407

### Aeronaves similares
- MH-6M
- Cicaré CH-14

### Secuencias de designación
- Secuencia Numérica (interna de Bell): ← 429 - 430 - 440 - 445 - 449 - 505 - 525 →
- Secuencia _H-_ (Helicópteros estadounidenses, 1962-presente): ← RAH-66 - TH-67 - MH-68 - ARH-70 - VH-71 - UH-72 - TH-73 →

### Listas relacionadas
- Anexo:Aeronaves de la Fuerza Aérea de los Estados Unidos (históricas y actuales)